# War on Screen
Le festival international War on Screen (WoS) s'attache à la représentation des conflits à l'écran. Il a été créé en 2013.

## Histoire
En 2012, Philippe Bachman, directeur général et artistique de la Comète - Scène nationale de Châlons-en-Champagne, a l'idée de monter un festival de cinéma dédié aux représentations des conflits réels ou imaginaires dont la première édition voit le jour en 2013.
Le festival international de cinéma War on Screen se tient depuis chaque année pendant sept jours au début du mois d'octobre, à Châlons-en-Champagne. Il se déploie également sur plusieurs communes voisines comme Mourmelon-le-Grand et Suippes.

### Début
Le festival War on Screen a vu le jour quelques mois avant les commémorations du centenaire de la Grande Guerre,.
À l'origine, les objectifs de ses créateurs sont de deux ordres : « développer le territoire économique local » ; et contribuer au rayonnement culturel de la ville. Depuis, le festival a multiplié les partenariats à l'échelle nationale et internationale.

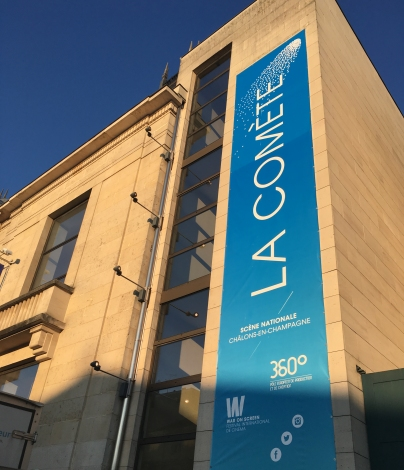
La Comète - Scène nationale de Châlons-en-Champagne

Plusieurs professionnels du cinéma ont travaillé sur la programmation du festival au cours des années ,, ; parmi eux, Stéphane Bergouhnioux, Stéphane Bou, Jean-Baptiste Thoret, Olivier Broche  ou Hervé Bougon. Des personnalités reconnues ont également accompagné le développement du festival, en tant qu'invité ou juré (voir Jury ci-dessous), comme Albert Dupontel, Bertrand Blier, Atiq Rahimi, Mike Leigh, Bertrand Tavernier, Michel Portal ou Jean-Jacques Annaud.

### Financement et mécénat
Le festival War on Screen s'appuie sur des partenaires institutionnels, médias et privés. Il a le soutien financier de la ville de Châlons-en-Champagne, de la Communauté d'agglomération de Châlons-en-Champagne, du département de la Marne et de la région Grand Est et du CNC. Il recourt également au mécénat culturel. Il a confié la campagne de communication de sa première édition à l'agence BETC. Depuis 2019, le festival fait appel à Kiblind Agency pour la réalisation de ces visuels.

### Impact économique et culturel du festival
Les retombées économiques et le rayonnement culturel du festival War on Screen s'accroissent chaque année : en 2013, le festival compte plus de 5 000 entrées, 100 films projetés et  25 pays représentés ; en 2015, il compte 12 500 entrées, 100 films projetés et 32 pays représentés. En 2024, il dépasse les 20 226 entrées, 93 films projetés et 43 pays représentés.

### Jury international
| Année | Président du Jury                                       | Juré                                                                              | Juré                                                          | Juré                                                                  | Juré                                                     | Juré                                                               |
| ----- | ------------------------------------------------------- | --------------------------------------------------------------------------------- | ------------------------------------------------------------- | --------------------------------------------------------------------- | -------------------------------------------------------- | ------------------------------------------------------------------ |
| 2013  | Hiam Abbass : actrice et réalisatrice arabo-israélienne | Cliff Martinez : compositeur pour le cinéma américain                             | Sylvain Estibal : journaliste, écrivain et réalisateur        | Rémy Ourdan : journaliste au Monde                                    | Ivan Guyot : responsable éditorial de Canal+Cinéma       |                                                                    |
| 2014  | Mohsen Makhmalbaf : réalisateur iranien                 | Prune Engler : Déléguée Générale du festival international du film de La Rochelle | Patrick Chauvel : photographe, réalisateur de documentaires   | Ghassan Salhab : réalisateur libanais                                 | Anne Girouard : comédienne                               |                                                                    |
| 2015  | Roland Joffé : réalisateur                              | Jérôme Bonnell : réalisateur                                                      | Constance Dollé : actrice                                     | Béatrice Thiriet : compositrice                                       | Patrick Robert : photoreporteur                          |                                                                    |
| 2016  | Muriel Cousin : réalisatrice française                  | Thierry Jousse : réalisateur, scénariste, critique de cinéma                      | Patrick Chauvel : photographe                                 | Ginger Romàn : comédienne                                             |                                                          |                                                                    |
| 2017  | István Szabó : réalisateur hongrois                     | Marie Kremer : actrice                                                            | Pierre Rasamoela : Directeur Général adjoint d'Orange Studios | Christian Volckman : réalisateur, peintre                             |                                                          |                                                                    |
| 2018  | Bertrand Blier : réalisateur français                   | Anne Alvaro : actrice française                                                   | Hailé Gerima : réalisateur éthiopien                          | Jim Finn : réalisateur                                                | Østein Egge : directeur du festival Movies on War        |                                                                    |
| 2019  | Seamus Murphy : photographe britannique                 | Christelle Berthevas : scénariste française                                       | Laure Calamy : actrice française                              | David Frenkel : producteur français                                   | Francis Kuntz : acteur français                          | Karine Schockweiler : Directrice adjointe du Film Fund Luxembourg  |
| 2020  |                                                         | Damien Bonnard : acteur français                                                  | Manele Labidi : réalisatrice française                        | Philippe Lux : conseiller aux acquisition chez Bac Films Distribution | Jérôme Prieur : écrivain, scénariste et cinéaste         | Bianca Stigter : historienne, actrice et réalisatrice néerlandaise |
| 2021  |                                                         | Laurent Roth : réalisateur et scénariste                                          | Patrick Sobelman : producteur et réalisateur                  | Alexandra Stewart : actrice                                           | Bianca Stigter : productrice, réalisatrice et scénariste | Laetitia Carton : réalisatrice documentariste                      |
| 2022  |                                                         | Dieudonné Hamadi : réalisateur et documentariste                                  | Louise Narboni : réalisatrice et monteuse                     | Boris Rozon : directeur éditorial Arte France                         | Niels Schneider : acteur et réalisateur                  | Catherine Dussart : productrice                                    |
| 2023  |                                                         | Stefan Crepon : comédien                                                          | Sepideh Farsi : réalisatrice                                  | Olivier Lorelle : scénariste et réalisateur                           | Daria Onyshchenko : réalisatrice et scénariste           |                                                                    |
| 2024  |                                                         | Wissam Charaf : réalisateur et journaliste                                        | Mina Kavani : comédienne                                      | Julien Lilti : scénariste et réalisateur                              | Céline Loiseau : productrice                             | Bénédicte Thomas : distributrice                                   |

### Jury Presse
| Année | Juré                                                         | Juré                                                   | Juré                                                  | Juré                                                   |
| ----- | ------------------------------------------------------------ | ------------------------------------------------------ | ----------------------------------------------------- | ------------------------------------------------------ |
| 2018  | Lisa Nesselson : critique pour la revue Screen International | Fernando Ganzo : rédacteur en chef du magazine So Film | Jordan Mintzer : critique pour The Hollywood Reporter |                                                        |
| 2019  | Jérémie Couston : Télérama                                   | Isabelle Danel : Fipresci                              | Nicolas Tenu : Geomovies                              |                                                        |
| 2020  | Pierre Barbancey : L'Humanité                                | Clarisse Fabre : Le Monde                              | Valérie Nivelon : Radio France internationale (RFI)   |                                                        |
| 2021  | Jacky Bornet : Franceinfo Culture                            | Pascale Bourgaux : TV5 Monde                           | Laurent Delmas : France Inter                         | Paloma Moritz : Blast                                  |
| 2022  |                                                              | Pierre Charpilloz : So Film, Bande à part              | Pauline Demange-Dilasser : Télérama                   | Esther Brejon : Revus et corrigés, Rockyrama, Sorociné |
| 2023  |                                                              | Cédric Cousseau : France Info                          | Jean-François Pluijgers : Focus, Le Vif               | Anaïs Bordages : Slate                                 |
| 2024  |                                                              | Marine Bohin : So Film                                 | Emmanuelle Spadacenta : Cinemateaser                  | Yonca Talu : Galerie                                   |

### Jury étudiant
En 2016, le festival War on Screen accueille un Jury étudiant constitué de huit jurés étudiants issus de l'École des officiers de l'armée de l'air (Salon de Provence) et de SciencesPo (Aix-en-Provence). En 2017, SciencesPo – Campus Reims et l'École Supérieure des Arts et Métiers de Châlons-en-Champagne sont les écoles partenaires pour former le Jury. À partir de 2018, des étudiants de SciencesPo - Campus de Nancy se joignent au dispositif pour composer un Jury de douze membres.

### Jury lycéen
Depuis sa création en 2013, War on Screen accueille un Jury lycéen pour la Compétition courts métrages constitué de dix lycéens issus de lycées du département. Parrainés par un professionnel de l'audiovisuel, ils s'essayent à l'exercice de la critique, du débat argumenté, tout en vivant l'expérience humaine que constitue le fait d'intégrer un Jury. Le Jury Lycéen est chargé de délibérer et décerner le Prix du Meilleur court métrage.

### WoS Fabrique
Adossé au Festival, WoS Fabrique est un programme d'accompagnement à l'écriture, à la production et à la réalisation de fictions dédiées à la représentation des conflits. WoS souhaite ainsi participer, à l'échelle internationale, à l'émergence d’une nouvelle génération de scénaristes, de réalisateur.rices et de producteur.rices s'attachant à une thématique qui infiltre plus que jamais nos sociétés.
À l'issue d'une résidence d’écriture articulée en deux sessions, lors desquelles les participant.es sont accompagné.es par un.e professionnel.le du cinéma en tant que « conseil à l'écriture » (Manele Labidi, scénariste et réalisatrice) les jeunes artistes soumettent leurs projets. Cinq lauréat.es sont sélectionné.es et obtiennent un soutien financier pour aider à la réalisation de leur film.
Les partenaires européens de cinéma associés sont : la Fémis en France (2019), la Filmuniversität Babelsberg Konrad Wolf en Allemagne (2019), la Lodz Film School en Pologne (2020), l'ECAM en Espagne (2021), l'UNATC en Roumanie (2022) et l'ECAL en Suisse (2024).
| Année | Le projet allemand lauréat                                                                 | Le projet français lauréat                    | Le projet polonais lauréat                  | Le projet espagnol lauréat                                      | Le projet roumain lauréat                    | Le projet suisse lauréat                                              |
| ----- | ------------------------------------------------------------------------------------------ | --------------------------------------------- | ------------------------------------------- | --------------------------------------------------------------- | -------------------------------------------- | --------------------------------------------------------------------- |
| 2019  | The Taster de Sophia Bierend                                                               | J'avais un camarade de Janloup Bernard        |                                             |                                                                 |                                              |                                                                       |
| 2020  | Ash Wednesday de João Pedro Prado                                                          | Assoiffé de Lisa Sallustio                    | An Orange From Jaffa de Mohammed Almughanni |                                                                 |                                              |                                                                       |
| 2021  | Ringbahn de Narges Derakhshan                                                              | La Nuit noire de Hong-Kai Liang               | People & Things de Damian Kosowski          | Y al fin la noche de Alejandro Renedo                           |                                              |                                                                       |
| 2022  | Silent War de Lilith Kugler                                                                | Au petit matin de Aliona Zagurovska           | Body de Milosz Sawicki                      | The idea of an Island de Carmen Pedrero                         | Cigarettes and Chocolate de Valentin Fogoros |                                                                       |
| 2023  | Border Ping Pong de Dina El-Zeneiny                                                        | Pour ceux de Emile Perseghian                 | Broken flowers de Artem Rachkelyuk          | For better or worse, you will never die de Virginia Rita Luengo |                                              |                                                                       |
| 2024  | Producing War de Lisa Polster et Larissa Tretter Untier de Valentin Wanker et Juri Pokorny | Flatwar de Louise Silverio et Baptiste Bertin |                                             | Pigs and mares de Maria Fernandez et Clara Gonzales Calvo       |                                              | Bortsch de Marie Chemin, Emile Parseghian, Lucien Pin e Thibault Elie |

Le programme WoS Fabrique est soutenu par le Ministère de la Culture, le Ministère des Armées, la Région Grand-Est, le Département de la Marne, Châlons Agglo et la Ville de Châlons-en-Champagne.

### Compétition internationale de longs métrages
| Édition | Grand prix du Jury                                                               | Mention spéciale du Jury                                                                              | Prix de la mise en scène                                          | Prix du Jury Presse                                                                                                   | Prix du Jury étudiant                                            | Prix du public |
| ------- | -------------------------------------------------------------------------------- | --- | ----------------------------------------------------------------- | --- | ---------------------------------------------------------------- | --- |
| 2013    | Rose de Wojciech Smarzowski (Pologne)                                            | Camp 14 - Total control Zone de Marc Wiese (de) (Allemagne)                                           | Omar de Hany Abu-Assad (Palestine)                                | Ø | Ø                                                                | Camp 14 - Total control Zone de Marc Wiese (en) (Allemagne)                                                          |
| 2014    | Tangerines de Zaza Urushadze (Estonie / Géorgie)                                 | The Square de Jehane Noujaim (Égypte) Canopy d'Aaron Wilson (en) (Australie / Singapour)              | Boys of Abu Ghraib de Luke Moran (États-Unis)                     | Ø | Ø                                                                | |
| 2015    | Soleil de plomb (Zvizdan) de Dalibor Matanić (Croatie / Serbie / Slovénie)       | À peine j'ouvre les yeux de Leyla Bouzid (France / Tunisie / Belgique)                                | Le Fils de Saul de Laszlo Nemes (Hongrie)                         | Ø | Ø                                                                | Censored Voices de Mor Loushy (Israël / Allemagne                                                                    |
| 2016    | Fuocoammare, par-delà Lampedusa de Gianfranco Rosi (France/Italie)               | A Good Wife (Dobra zena) de Mirjana Karanović (Serbie / Bosnie-Herzégovine / Croatie)                 | Tombé du ciel de Wissam Charaf (Liban / France)                   | Ø | Les Oubliés de Martin Zandvliet (Allemagne / Danemark)           | Les Oubliés de Martin Zandvliet (Allemagne / Danemark)                                                               |
| 2017    | Last Men in Aleppo de Firas Fayyad (Danemark / Syrie)                            | À l'acteur Meinhard Neumann pour le film Western de Valeska Grisebach (Allemagne/ Bulgarie/ Autriche) | Women of the Weeping River de Sheron Dayoc (Philippines / France) | Ø | Meteor Street d'Aline Fischer (Allemagne)                        | The Yellow Birds d'Alexandre Moors (États-Unis)                                                                      |
| 2018    | Chris The Swiss d'Anja Kofmel (Suisse/ Allemagne/ Croatie/Finlande)              | Los Silencios de Beatriz Seigner (Brésil/ Colombie/ France)                                           | Cold War de Pawel Pawlikowski (Pologne/ Royaume-Uni/ France)      | Chris The Swiss d'Anja Kofmel (Suisse/ Allemagne/Croatie/Finlande)                                                    | Los Silencios de Beatriz Seigner (Brésil/ Colombie/ France)      | Funan de Denis Do (France / Belgique / Luxembourg/ Cambodge)                                                         |
| 2019    | Pour Sama de Waad al-Kateab & Edward Watts (Royaume-Uni)                         | Monos de Beatriz Seigner (Colombie)                                                                   | Papicha de Mounia Meddour (Algérie, France, Belgique)             | Camille de Boris Lojkine (France/République centrafricaine)                                                           | Papicha de Mounia Meddour (Algérie, France, Belgique)            | Pour Sama de Waad al-Kateab & Edward Watts (Royaume-Uni) Camille de Boris Lojkine (France/République centrafricaine) |
| 2020    | The Flying Circus de Fatos Berisha (Kosovo)                                      | Les Leçons persanes de Vadim Prelman (Russie, Allemagne, Biélorussie)                                 | La Toile de l'araignée d'Andrès Wood (Chili)                      | Ex aequo: Josep d'Aurel (France, Belgique, Espagne) Vers la bataille d'Aurélien Vernhes-Lermusiaux (France, Colombie) | 1982 de Oualid Mouaness (Liban, France, Norvège, Qatar)          | Les Leçons persanes de Vadim Prelman (Russie, Allemagne, Biélorussie)                                                |
| 2021    | En route pour le milliard de Dieudo Hamadi (France, Congo, Belgique)             | Olga de Elie Grappe (Suisse, France, Ukraine)                                                         | Ø                                                                 | Little Palestine, Journal d'un siège de Abdallah Al-Khatib (Liban, France, Qatar)                                     | Et il y eut un matin de Eran Kolirin (Israël, France)            | L'Homme qui a vendu sa peau de Kaouther Ben Hania (Tunisie, France, Belgique, Suède, Allemagne)                      |
| 2022    | Natural Light de Denès Nagy (Hongrie, Lettonie, France, Allemagne)               | Marin des montagnes de Karim Aïnou (Brésil, France, Allemagne, Algérie)                               | Ø                                                                 | Marin des montagnes de Karim Aïnou (Brésil, France, Allemagne, Algérie)                                               | Butterfly Vision de Maksym Nakonechny (Ukrainę, Croatie, Suède)  | Amira de Mohamed Diab (Égypte, Jordanie, Émirats arabes unis, Arabie saoudite)                                       |
| 2023    | Pierre Feuille Pistolet de Maciek Hamela (Pologne, France, Ukraine)              | Fremont de Babak Jalali (États-Unis)                                                                  | Ø                                                                 | Goodbye Julia de Mohamed Kordofani (Soudan, Egypte, Allemagne, France, Arabie Saoudite, Suède)                        | Heroico de David Zonana Mexique, Suède                           | Goodbye Julia de Mohamed Kordofani (Soudan, Egypte, Allemagne, France, Arabie Saoudite, Suède)                       |
| 2024    | The Village next to Paradise de Mo Harawe (Autriche, France, Allemagne, Somalie) | Interceptés de Oksana Karpovych (Canada, France, Ukraine)                                             | Ø                                                                 | Interceptés de Oksana Karpovych (Canada, France, Ukraine)                                                             | Le parfum d'Irak de Feurat Alani et Léonard Cohen (France, Irak) | Rabia de Mareike Engelhardt (France)                                                                                 |

### Compétition internationale de courts métrages
| Edition | Prix du meilleur court métrage                                      | Prix du Jury lycéen                                                | Prix du public                                                                                               |
| ------- | ------------------------------------------------------------------- | ------------------------------------------------------------------ | --- |
| 2013    | Machsom de Joel Novoa (États-Unis)                                  | Slug invasion de Casper Wermuth et Morten Hegeland (Danemark)      | Ø |
| 2014    | Habana de Edouard Salier (France)                                   | Bagdad Messi de Omar Kalifa Sahim (Émirats arabes unis / Belgique) | Ø |
| 2015    | Bendito machine V - Pull the trigger de Jessie M. Alvarez (Espagne) | Suleima de Jalal Maghout (Syrie)                                   | Ø |
| 2016    | No news from home de Patrick Zocco (France)                         | Loups de Álvaro Rodriguez Areny (Andorre)                          | Ø |
| 2017    | Battalion to my beat de Eimi Imanishi (États-Unis)                  | Témoins de David Koch (France)                                     | Bon voyage de Marc-Raymond Wilkins (Suisse)                                                                  |
| 2018    | Animal de Jules Janaud et Fabrice Le Nezet (France)                 | Lower Heaven de Emad Aleebrahim-Dehkordi (France / Iran)           | Across The Line de Nadav Shlomo Giladi (Israël)                                                              |
| 2019    | Ø                                                                   | Silence de Mahdi Borjan (Iran)                                     | Excess Will Save Us de Morgane Dziurla-Petit (Suède)                                                         |
| 2020    | Ø                                                                   | Bach-Hông d'Elsa Duhamel (Iran)                                    | Disciplinaires d'Antoine Bargain (France)                                                                    |
| 2021    | Ø                                                                   | Souvenir Souvenir de Bastien Dubois (France)                       | Free Fall de Emmanuel Tenenbaum (France)                                                                     |
| 2022    | Ø                                                                   | Airborne de Andrzej Sobczyk (Pologne)                              | Little Berlin de Kate Mcmullen (France)                                                                      |
| 2023    | Ø                                                                   | The Record de Jonathan Laskar (Suisse)                             | Code Rose de Taye Cimon, Pierre Coëz, Julie Groux, Sandra Leydier, Manuarii Morel et Romain Seisson (France) |
| 2024    | Ø                                                                   | Moeder de Salomon Ligthelm (Ukraine)                               | La voix des autres de Fatima Kaci (France)                                                                   |

### Prix exceptionnels
Prix exceptionnels décernés en 2018
| Prix                  | Film      | Réalisateur           | Pays           |
| --------------------- | --------- | --------------------- | -------------- |
| Prix du Jury Étudiant | Retour    | Pang-Chuan Huang      | France         |
| Prix Canal +          | Supermonk | Shenang Gyamjo Tamang | Népal / Taïwan |